# Karangtinggil
Karangtinggil is een bestuurslaag in het regentschap Lamongan van de provincie Oost-Java, Indonesië. Karangtinggil telt 1272 inwoners (volkstelling 2010).